# Centrum Leicesteru

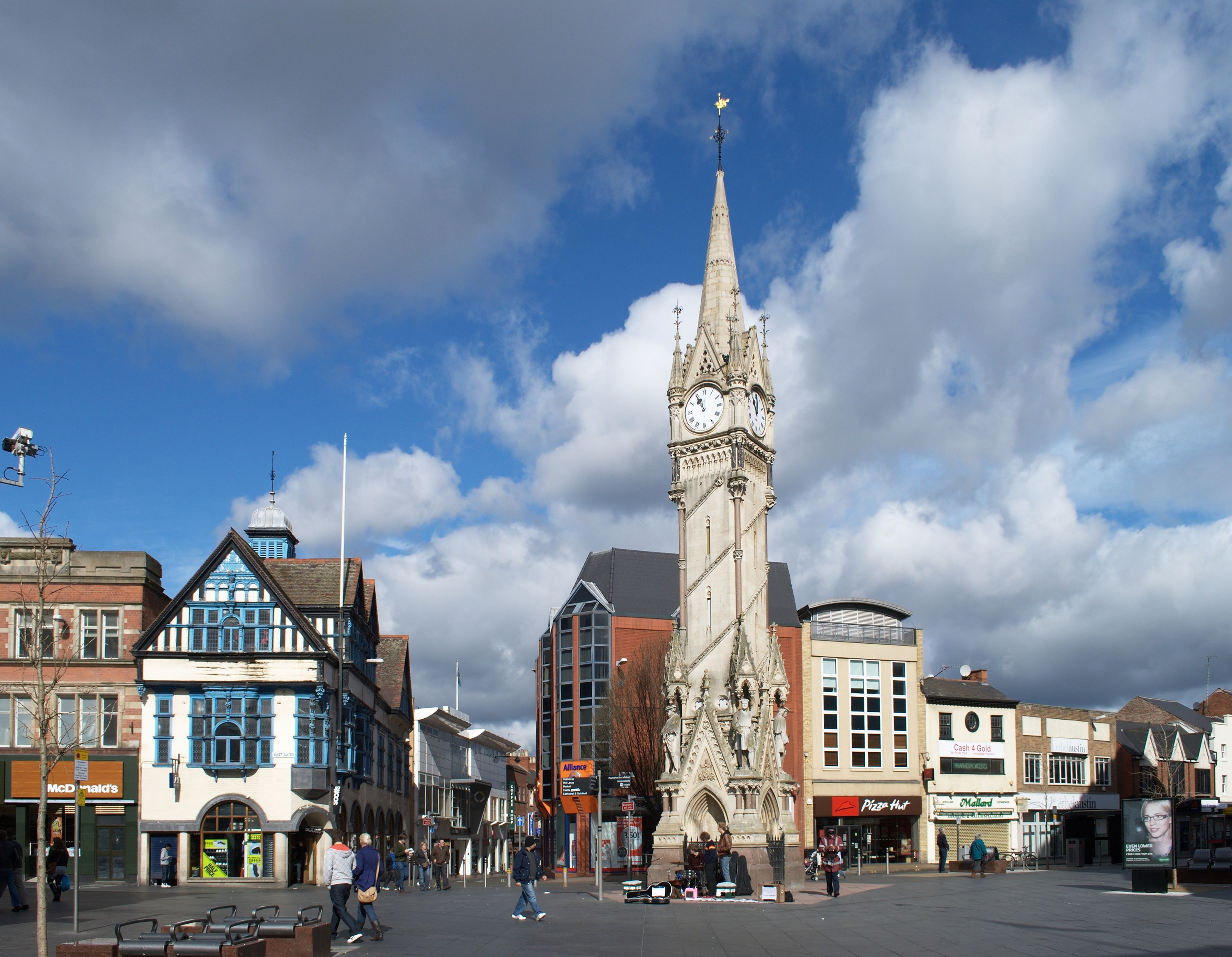
Clock Tower w centrum miasta

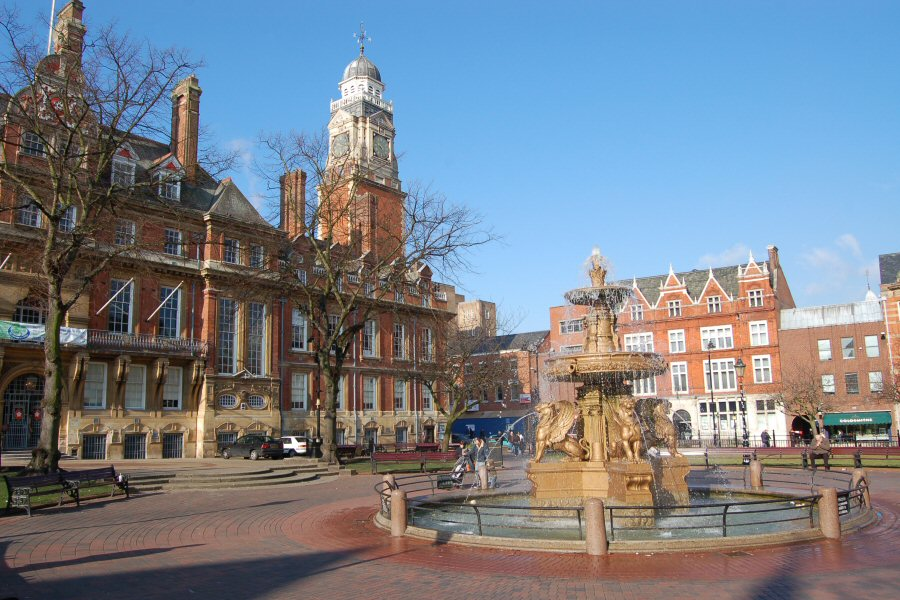
Skwer Town Hall

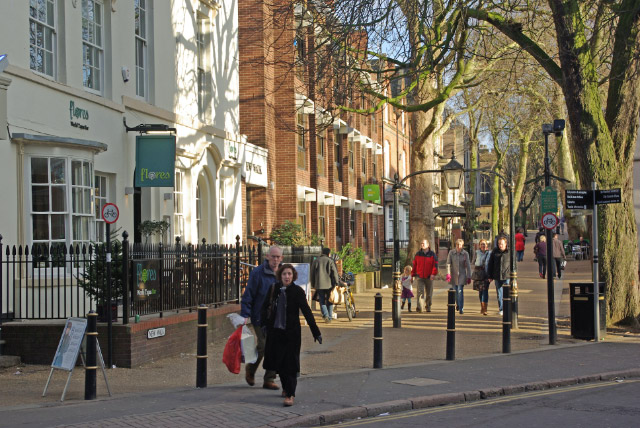
Ulica New Walk

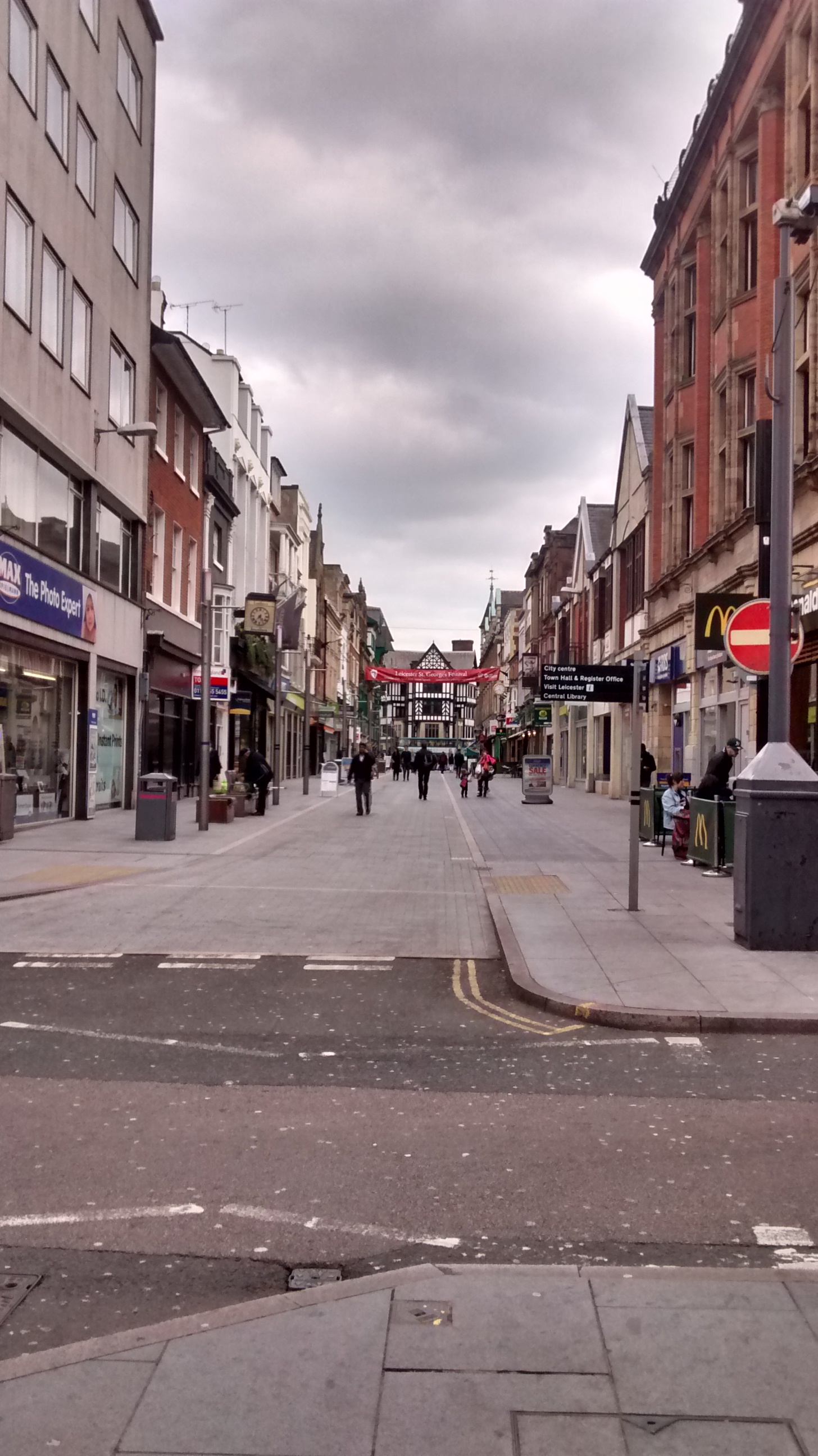
Deptak w centrum miasta

Centrum Leicesteru – (ang. Leicester City Center), centrum miasta Leicester w Wielkiej Brytanii.
Centrum znajduje się w samym środku miasta otoczone obwodnicą drogową.
W centrum znajduje się wiele budynków publicznych m.in.: Katedra, kościoły, urząd miasta, galerie handlowe, teatry, muzea, kina, usługi finansowe, banki, hotele oraz rozgłośnia radiowa BBC Leicester.
Po stronie zachodniej przepływa rzeka Soar oraz oddalony 1 km od centrum park publiczny.
Na południu centrum znajduje się Uniwersytet Leicester.
Komunikacja w centrum jest bardzo dobrze rozwinięta, znajdują się dwa główne dworce autobusowe Haymarket oraz dworzec Leicester. dworzec kolejowy usytuowany jest w południowo-wschodniej części centrum miasta.
Wokół centrum przebiegają drogi krajowe: A6, A594, A47, A50.
W samym centrum znajduje się wiele miejsc parkingowych.
W centrum znajdują się ulice wyłączone z ruchu drogowego przeznaczone wyłącznie dla pieszych i rowerzystów m.in.: High Street, Humberstone Gate, Gallowtree Gate, Heapside, Fox Lane, New Walk.
Istnieją również centra handlowe, sklepy, oraz rynek Leicester Market.